# Eleições parlamentares na Ucrânia em 2014
As eleições parlamentares ucranianas de 2014 foram realizadas a 26 de outubro e serviram para eleger os 450 deputados para o Parlamento.
Importa referir que, devido à Guerra Civil no Leste da Ucrânia e à anexação da Crimeia pela Federação Russa, 27 lugares referentes a estas regiões irão ficar vagos, reduzindo, de facto, o número de deputados para 423.
Os resultados finais foram divididos, com o Bloco Petro Poroshenko, a ser o partido com mais deputados eleitos (132 deputados e 21,82% dos votos) e a Frente Popular, de Arseniy Yatsenyuk, a ser o partido mais votado (22,12% dos votos e 82 deputados).
Quanto aos outros partidos, de destacar os bons resultados do partido Samopomich, que conquistou 11% dos votos, e do Partido Radical de Oleah Lyashko, que obteve 7,4% dos votos. 
A União Pan-Ucraniana "Pátria", até então um dos partidos mais influentes do país, ficou-se pelos 5,7% dos votos, enquanto, que o Bloco de Oposição, composto por diversos antigos membros do Partido das Regiões, conquistou 9,4% dos votos.
Por fim, de destacar a perda de representação do Partido Comunista da Ucrânia e o mau resultado do Svoboda, que se ficou pelos 4,7% dos votos.

## Resultados Oficiais
| Partido                 | Partido                         | Votos      | %     | +/-   | Deputados    | Deputados | Deputados | Deputados | Total     | +/-  |
| Partido                 | Partido                         | Votos      | %     | +/-   | Proporcional | +/-       | Distrito  | +/-       | Total     | +/-  |
| ----------------------- | ------------------------------- | ---------- | ----- | ----- | ------------ | --------- | --------- | --------- | --------- | ---- |
|                         | Frente Popular                  | 3 488 114  | 22,14 | Novo  | 64 / 225     | Novo      | 18 / 198  | Novo      | 82 / 423  | Novo |
|                         | Bloco Petro Poroshenko          | 3 437 521  | 21,82 | 7,85  | 63 / 225     | 29        | 69 / 198  | 63        | 132 / 423 | 92   |
|                         | Samopomich                      | 1 729 271  | 10,97 | Novo  | 32 / 225     | Novo      | 1 / 198   | Novo      | 33 / 423  | Novo |
|                         | Bloco de Oposição               | 1 486 203  | 9,43  | Novo  | 27 / 225     | Novo      | 2 / 198   | Novo      | 29 / 423  | Novo |
|                         | Partido Radical de Oleh Lyashko | 1 173 131  | 7,44  | 6,36  | 22 / 225     | 22        | 0 / 198   | 1         | 22 / 423  | 21   |
|                         | União Pan-Ucraniana "Pátria"    | 894 837    | 5,68  | 19,87 | 17 / 225     | 45        | 2 / 198   | 37        | 19 / 423  | 82   |
|                         | Svoboda                         | 742 022    | 4,71  | 5,74  | 0 / 225      | 25        | 6 / 198   | 6         | 6 / 423   | 31   |
|                         | Partido Comunista da Ucrânia    | 611 923    | 3,88  | 9,30  | 0 / 225      | 32        | 0 / 198   | Estável   | 0 / 423   | 32   |
|                         | Ucrânia Forte                   | 491 471    | 3,11  | Novo  | 0 / 225      | Novo      | 1 / 198   | Novo      | 1 / 423   | Novo |
|                         | Posição Civil                   | 489 523    | 3,10  | Novo  | 0 / 225      | Novo      | 0 / 198   | Novo      | 0 / 423   | Novo |
|                         | Zastup                          | 418 301    | 2,65  | Novo  | 0 / 225      | Novo      | 1 / 198   | Novo      | 1 / 423   | Novo |
|                         | Pravyy Sektor                   | 284 943    | 1,80  | 1,72  | 0 / 225      | Estável   | 1 / 198   | 1         | 1 / 423   | 1    |
|                         | Volia                           | N/D        | N/D   | Novo  |              |           | 1 / 198   | Novo      | 1 / 423   | Novo |
|                         | Independente                    | N/D        | N/D   | N/D   |              |           | 96 / 198  | 53        | 96 / 423  | 53   |
|                         | Outros                          | 506 541    | 3,11  |       | 0 / 225      |           | 0 / 198   |           | 0 / 423   |      |
| Votos Inválidos         | Votos Inválidos                 | N/D        | N/D   | N/D   |              |           |           |           |           |      |
| Total                   | Total                           | 15 753 801 | 100   |       | 225 / 225    |           | 198 / 198 | 27        | 423 / 423 | 27   |
| Eleitorado/Participação | Eleitorado/Participação         | 24 011 944 | 52,42 | 5,47  |              |           |           |           |           |      |